# Bradley (West Midlands)
Bradley – dzielnica miasta Wolverhampton, w Anglii, w West Midlands, w dystrykcie metropolitalnym Wolverhampton. W latach 1870–1872 osada liczyła 4000 mieszkańców (w przybliżeniu). Bradley jest wspomniana w Domesday Book (1086) jako Bradeleg.